# Токмаджян, Левон Грачевич
Левон Грачевич Токмаджян (арм. Լևոն Հրաչի Թոքմաջյան, род. 16 июня 1937, Ереван) — армянский советский скульптор, народный художник Армении. Член Союза художников СССР. Почётный гражданин Еревана (2024).

## Биография
Окончил Ереванское художественное училище им. Терлемезяна (1957), Ереванский художественно-театральный институт (1963), Ереванскую государственную консерваторию им. Комитаса (1975).
Пел в Государственном хоре Армении.
Преподавал в Ереванском государственном университете архитектуры и строительства.

## Творчество

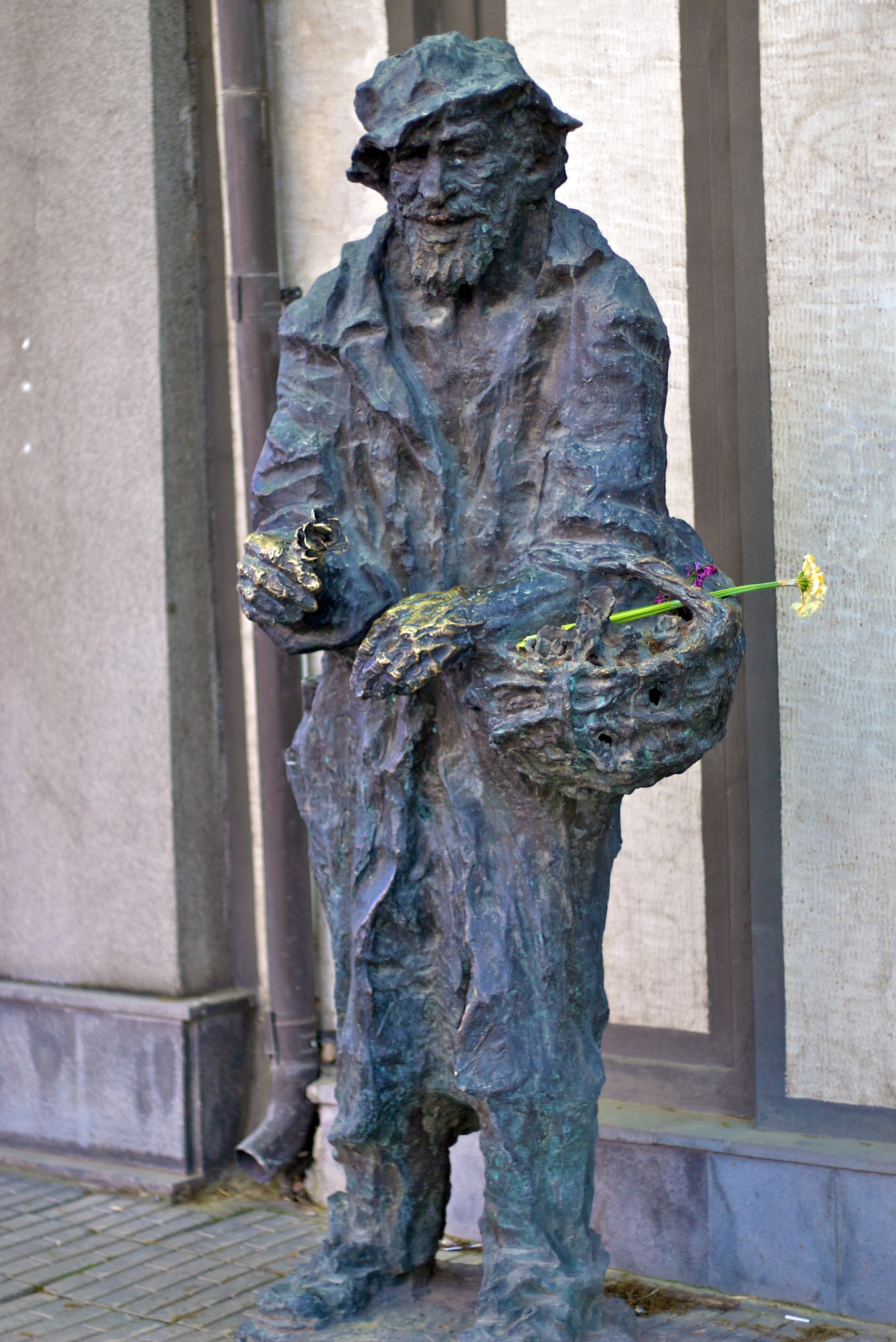
Памятник Карабале

Памятник героям поэмы Ованнеса Туманяна «Ануш» {1973)
Памятник Карабале в Ереване (1991, улица Абовяна)
Памятник братьям Айвазовским в Симферополе (1999)
Памятник Джебрану Халиль Джебрану в Ереване (2007)
Памятник Мартиросу Сарьяну в Ереване (1986)